# Fabula Nova Crystallis Final Fantasy

Logo ufficiale della trilogia

Fabula Nova Crystallis Final Fantasy è una trilogia di videogiochi sviluppati e pubblicati da Square Enix tra il 2009 e il 2013, appartenenti alla serie Final Fantasy; essa comprende Final Fantasy XIII, Final Fantasy XIII-2 e Final Fantasy XIII: Lightning Returns.
I tre capitoli hanno una storia, un'ambientazione e dei personaggi totalmente diversi tra loro, ma sono collegati da una solida mitologia di fondo.

## Storia
La trilogia doveva essere inizialmente composta da Final Fantasy XIII, Final Fantasy Agito XIII e Final Fantasy Versus XIII; con il tempo, però, questi ultimi due capitoli hanno subìto profondi cambiamenti nello sviluppo e sono stati rinominati Final Fantasy Type-0 e Final Fantasy XV, perdendo i loro legami con Final Fantasy XIII ed uscendo quindi dalla trilogia.

## Videogiochi
| Anno | Titolo                                | Sviluppatore | Piattaforme                      |
| ---- | ------------------------------------- | ------------ | -------------------------------- |
| 2009 | Final Fantasy XIII                    | Square Enix  | PlayStation 3, Xbox 360, Windows |
| 2011 | Final Fantasy XIII-2                  | Square Enix  | PlayStation 3, Xbox 360, Windows |
| 2013 | Final Fantasy XIII: Lightning Returns | Square Enix  | PlayStation 3, Xbox 360, Windows |